# Utricularia tenuissima
Utricularia tenuissima är en tätörtsväxtart som beskrevs av Thomas Gaskell Tutin. Utricularia tenuissima ingår i släktet bläddror, och familjen tätörtsväxter. Inga underarter finns listade i Catalogue of Life.